# Wester Broom
Wester Broom là một huyện của Edinburgh, Scotland. Nó giáp Broomhouse/Forrester, Corstorphin và South Gyle. Nó chủ yếu là dân cư, với một vài cửa hàng nhỏ và một Tesco lớn gần đó. Tuyến đường sắt Fife được cho là ranh giới, mặc dù một số tuyến sẽ mở rộng về phía nam đến tuyến Glasgow, và bao gồm cả Forresters và hai trường học.